# Anton Tatu Jianu
Anton Tatu Jianu (n. 8 ianuarie 1913 județul Teleorman - d. 1977) a fost un lider comunist român, fost Ministru al Justiției în perioada 24 ianuarie 1953 - 31 mai 1954, în guvernul condus de Gheorghe Gheorghiu-Dej. Anton Tatu Jianu a fost deputat în Marea Adunare Națională în sesiunea 1952 -1957, ales în municipiul București, circumscripția electorală Tei.
Anton Tatu Jianu a fost procuror general al României în perioada 26 iunie 1952 - 24 ianuarie 1953.
În anul 1942 a devenit membru al Partidului Comunist din România. În perioada ianuarie 1952 - iunie 1952, Anton Tatu Jianu a fost primar al Bucureștiului. În perioada  1953 -1954, Anton Tatu Jianiu a fost ministru de justiție. În anul 1959 a fost numit în funcția de vicepreședinte al UCFS Central. Ulterior, a fost adjunct de șef de secție la CC al PCR.

## Distincții
- Medalia „A cincea aniversare a Republicii Populare Române” (24 decembrie 1952) „pentru lupta și munca duse în vederea făuririi, consolidării și prosperării Republicii Populare Române”[6]
- Ordinul „23 August” clasa a IV-a (12 august 1959) „pentru merite deosebite în opera de construire a socialismului”[7]
- Medalia „40 de ani de la înființarea Partidului Comunist din Romînia” (6 mai 1961) „pentru activitate îndelungată în mișcarea muncitorească și merite în opera de construire a socialismului”[8][9]
- Ordinul „Apărarea Patriei” clasa a III-a (6 mai 1961) „cu prilejul celei de-a 40-a aniversări de la înființarea Partidului Comunist din Romînia, pentru îndelungată activitate în mișcarea muncitorească, pentru merite deosebite în opera de construire a socialismului”[10]
- Ordinul Muncii clasa I (24 ianuarie 1963) „pentru activitate îndelungată în mișcarea muncitorească și merite deosebite în opera de construire a socialismului, cu prilejul împlinirii a 50 de ani de la naștere”[11]
- Ordinul „Steaua Republicii Populare Romîne” clasa a IV-a (10 august 1964) „pentru merite deosebite în opera de construire a socialismului, cu prilejul celei de a XX-a aniversări a eliberării patriei”[12]
- Ordinul „Tudor Vladimirescu” clasa a IV-a (30 aprilie 1966) „cu prilejul celei de-a 45-a aniversări de la înființarea Partidului Comunist din România, pentru îndelungată activitate în mișcarea muncitorească și merite deosebite în opera de construire a socialismului”[13]
- Ordinul „Tudor Vladimirescu” clasa a III-a (20 aprilie 1971) „pentru merite deosebite în opera de construire a socialismului, cu prilejul aniversării a 50 de ani de la constituirea Partidului Comunist Român”[14]

## Vezi și
- Lista primarilor Bucureștiului